# Jofré Martorell
Jofré Martorell era fill d'en Francesc Martorell i la seua muller na Damiata, i net d'en Guillem Martorell, el fundador de la nissaga dels Martorell. Tenia el rang de cavaller. El seu germà era, per tant, el novel·lista Joanot Martorell, l'autor de Tirant lo Blanch. Va participar el 1420 en l'expedició d'Alfons el Magnànim a Sardenya i Còrsega.
A través de la documentació històrica se sap que Jofré Martorell participà en l'incident que s'esdevingué a l'alqueria de Benibrahim, que es correspon amb l'actual partida de Benibrai al terme municipal de Xaló. En Jofré formava part del grup de gent armada –més de 80 homes– que isqué a l'encontre de Dionís d'Orga, algutzir del Governador de València. Aquesta gernació portava ballestes, arcs, llances i d'altres armes d'atac i cridaven consignes ofensives contra l'oficial del Governador. En Galceran Martorell, germà d'en Jofré, que també hi era, s'enfrontà coratjosament a l'algutzir, que pretenia desposseir els Martorell de l'alqueria de Benibrahim i, també, de la de la Murta, que fita pel sud amb l'anterior. L'incident, afortunadament, acabà sense cap desgràcia personal, i la despossessió no tingué lloc aquell sis d'abril de 1442.
El dia 16 de juny de 1435 l'àvia Beatriu, mare d'en Francesc Martotrell, li donà al seu net en Jofré 1000 sous per al moment del seu casament. Aquesta donació tingué lloc davant del notari Francesc Pelegrí i en presència del justícia de Xaló, Joan Piera, del rector de la parròquia, Jaume Guillem, i de dos escuders de València. El 1446 junts amb son germà va trametre cartells de deseiximents i lletres de batalla a Gonçal d'Íxer.